# 同級生 (ゲーム)
『同級生』（どうきゅうせい）は、1992年12月17日にエルフから発売された18禁恋愛アドベンチャーゲーム、および、そのシリーズやそれを原作とした関連商品群である。
夏休みのナンパを題材とした本作は、ヒロインたちの問題に向き合いながら結ばれていく物語であり、性描写中心だった当時のアダルトゲームの在り方を変える一作となった。
また、1995年1月31日にはシリーズ第2作の『同級生2』が発売され、1994年5月27日に発売された恋愛シミュレーションゲームの『ときめきメモリアル』との相乗効果もあり、恋愛ゲーム市場が一気にブレイクした。
家庭用ゲーム機へも移植されており、1995年11月23日にPCエンジン（PCE）版が、1996年8月9日には『同級生if』のタイトルでセガサターン（SS）版が発売されている。さらに、1999年8月27日にはWindows（Win）版が各種リメイクの上発売され、2007年3月1日には、内容をPC98版『同級生』準拠に戻したWindows 2000/XP対応の『同級生オリジナル版』がDMM公式サイトからダウンロード販売形式で発売された。
2021年2月26日には、FANZAGAMESによる『同級生リメイク』（以下、リメイク版）が発売され、翌年にはSteamでも全年齢向けの移植版が配信されたほか、2024年4月18日には、EXNOAのブランドDG REMAKEから家庭用ゲーム機向けの移植版である『同級生リメイクCSver』が発売された。Switch版の初動売り上げは2,432本。

## 内容
本作の基本シナリオは夏休みの前半部分をナンパ資金調達のアルバイトに明け暮れた主人公が、8月10日から8月31日までの間に街や学園をナンパして回るというものであるが、話が進むにつれ、各ヒロインが持つ悩みやコンプレックスといった問題に主人公が向き合っていくという恋愛ドラマや青春ドラマが待っており、「どうして主人公はヒロインに好かれ、セックスに至るのか？」という問いへの回答が提示される。
本作のゲームシステムは町内マップを自由に移動しながらゲームを進めていく。本作にはシミュレーションゲームのように時間の概念があり、建物などに入ったりイベントが発生することで時間が経過し、キャラクターとのエンカウントは特定の時間帯でないと発生しない。なお、必ずしもヒロインたちをナンパする必要はない。
ヒロインを含めた他キャラクターとの会話システムには、普通に表示される会話テキストに対しマウスをクリック、もしくはキーボードを叩いて読んでいく通常タイプの他、『DE・JA II』などで採用されていた、グラフィックの各所へ移動させるとシナリオと用途に応じた形状に変化するアイコンをクリックして進める特殊タイプが搭載されている。

## 登場人物
- 声優名はPCE/SS/OVA/RD（ラジオドラマ）/麻雀（麻雀同級生）/同麻（同級生麻雀）/リメイクの順。Windows版では非公開につき、記載しない。未登場および声無しは「-」で表記。
- 年齢はDOS版当時のもの。Windows版ではソフ倫の規制改正のため設定されていない（詳しくは、コンピュータソフトウェア倫理機構の項を参照）。

主人公
- ゲーム版：たくろう（デフォルト。姓は不明）
- 小説版：辻村 詠（つじむら えい）
- OVA版：諸岡 わたる（もろおか わたる）
- ラジオドラマ版（以降はRD版と省略）：拓朗（姓は不明）

声：- / - / 岩田光央 / 成田剣 / 岩田光央 / -
年齢：18歳 / その他の設定は不明
先負学園（さきまけがくえん）3年生。両親の仕事の都合で親元を離れ、一人暮らしをしている。勉強はやればできるのに嫌いなため、成績は悪い。破天荒な性格であることに加え、女たちをナンパすることが好きである。腕っ節が強い上に決断力にも富み、人を身分や肩書きでなく本質で見ることもできるため、次第にヒロイン達を惹き付けていく。
小説版では、両親の事故死後に親戚中をたらい回しにされた結果、叔父の家に住む。ゲーム版の主人公より性的に流されやすい。最終的には舞と結ばれ、結婚を前提に同居する。叔父は主人公以上の変わり者で、家を空けることも多い。
RD版では舞との関係が進展しないことに悩んだり、舞の留学を「自分を避けるため」と思い込む一面も描かれている。

### 主人公と同級生のヒロイン
桜木舞（さくらぎ まい）
声 - 國府田マリ子 / 同左 / 高橋美紀 / 同左 / 同左 / 國府田マリ子 / 橘まお
年齢：18歳 / 身長：158cm / スリーサイズ：83/56/86（cm） / 血液型：A
本作のメインヒロイン。水泳部所属だが、各種の稽古事が忙しく、部には滅多に顔を出さない。良家のお嬢様である一方、学園のマドンナ的存在として見られることをよく思っていない。健二とは、家同士の付き合いがある。
小説版やWindows版では、芯が強く気丈な性格であり、小説版では主人公（辻村詠）と結ばれる。
田中美沙（たなか みさ）
声 - 小野寺麻理子 / こおろぎさとみ / 同左 / 同左 / 同左 / 同左 / 猫村ゆき
年齢：18歳 / 身長：158cm / スリーサイズ：79/55/80（Windows版では82/55/82）（cm） / 血液型：B
陸上部に所属する期待のエースで、「陸上部のバンビちゃん」の異名を持つ。男勝りかつ勝気な性格で男のような言動が目立つが、実は純情でひたむき。運動神経抜群でかなりの努力家。親友（美穂）の恋路を応援しようとナンパ師の主人公に詰め寄るが、次第に自分自身が主人公に惹かれてゆくことに気付き、友情と愛情との板挟みに苦悩する。
舞を超える一番人気になったため、後の『同級生2』でも攻略可能ヒロインとして再登場する。Windows版『同級生』では『同級生2』へ無理なく繋がるよう、エンディングが変更された。
黒川さとみ（くろかわ さとみ）
声 - 小野綾子 / 同左 / 高田由美 / 同左 / 同左 / 根谷美智子 / 蒼乃むすび
年齢：18歳 / 身長：163cm / スリーサイズ：83/58/85（Windows版では83/58/87）（cm） / 血液型：O
主人公とは中学生の時からの腐れ縁で、何でも言い合える友人。ショートカットの髪型と相まって、美沙以上にボーイッシュな雰囲気を漂わせている。学校の体育倉庫で寂しげな彼女と会うことが多い。主人公行きつけの喫茶店「OTIMTIM（オティムティム）」でアルバイトをしており、看板娘として知られている。ただし、店内でも破天荒で知られている主人公に対しては客とは見なさず容赦しない。健二と付き合っているが、現在は疎遠。健二が舞を狙っていることには薄々気付いており、彼と同様に舞を狙っている主人公との間で微妙な立場に立たされる。
Windows版では幼馴染の間柄となったが、エンディングはCGも含めてDOS版とそう変わらない。セックス描写が未遂に終わるヒロインの一人。
RD版では、健二ではない他の男性と付き合っている。また主人公と肉体関係にもならない。
仁科くるみ（にしな くるみ）
声 - 笠原留美 / 同左 / 及川ひとみ / 同左 / 芳野美樹 / 笠原留美 / 北大路ゆき
年齢：18歳 / 身長：156cm / スリーサイズ：80/56/81（Windows版では83/56/84）（cm） / 血液型：A
坂上一哉の彼女。厳格な両親に育てられており、純粋で恋愛にも奥手と少々幼い。同学年の主人公を先輩と呼ぶことが時々ある。一哉とは清らかな恋愛関係を築きたいが、早く肉体関係を持ちたい一哉との考えの違いから関係が疎遠になっている。恋人との関係を改善するため、主人公に一哉の態度が冷たくなってきている事を相談したことがきっかけで、彼に惹かれていく。EDでは普通のプレイでは満足できないHな身体に開発される。
DOS版開発当初は下級生だった。Windows版では名実共に下級生になった。PCE版のエンディングには彼女自身の二面性を強調している。
RD版では一哉との関係が進展せず、主人公との関係も薄い脇役となっており、彼女をメインとしたエピソードも無い。
鈴木美穂（すずき みほ）
声 - 丹下桜 / 同左 / 麻見順子 / 同左 / 芳野美樹 / 丹下桜 / 小波すず
年齢：18歳 / 身長：154cm / スリーサイズ：78/56/80（Windows版では79/56/80）（cm） / 血液型：A
放送部の部員で、主人公のことを以前から気に掛けている。性格は引っ込み思案で赤面症、容姿もくるみ以上に幼い。花が大好きなことから、先負駅前の花屋でアルバイトをしている。美沙とは親友。
Windows版では、セックス描写が未遂に終わる。
RD版では、舞と対に位置するもう1人のヒロインであり、主人公と肉体関係にも至る。
『同級生2』では、物語の舞台である八十八町へ引っ越し、しかも親友である美沙の台詞に名前が出てくる。

### 主人公と同級生でないヒロイン
芹沢よしこ（せりざわ よしこ）
声 - 井上喜久子 / 同左 / 嶋村薫 / 勝生真沙子 / 高乃麗 / 井上喜久子 / 夏峰いろは
年齢：25歳 / 身長：164cm / スリーサイズ：85/60/87（Windows版では89/60/87）（cm） / 血液型：O
先負学園の公民科（倫理社会科）教師で、主人公のクラス担任。非常に生真面目な性格で、恋愛よりも仕事を優先してきたため、男性経験は少ない。主人公とは反りが合わないが、根はあくまでも生徒思いで、主人公の将来を本気で心配する中で次第に理解を深めてゆく。主人公が学園の女の子たちに人気があることを知っており、彼女たちの変化については些細なことも見逃さない。
「よしこ」という名前に合わせ、主人公との会話で『ど根性ガエル』のネタが出てくる。
Windows版では、大幅に変更を加えられた他のヒロインとは違ってイベントCGを一部差し替えられただけであり、シナリオも大半はほぼDOS版のまま。
RD版では、恋人が居た。
斎藤亜子（さいとう あこ）
声 - 草地章江 / 同左 / ？ / - / かないみか / 草地章江 / 柚原みう
年齢：20歳 / 身長：165cm / スリーサイズ：85/59/91（cm） / 血液型：O
先負駅前にある薬局兼実家の「蓬莱堂」（小説版では「斎藤薬局」）の薬剤師（Windows版では店員）。非常に真面目で一途な性格。ボブカット（おかっぱ）がトレードマークで姉に劣らない美人であり、来客を中心に美人姉妹との評判も高いが、控え目で気弱、子供っぽいと見られることにコンプレックスを感じている。恋愛に対しても男性恐怖症に近いものを持っているが、一度好きになった相手にはすべてを捧げて尽くすタイプで、嫉妬深い。EDでは主人公好みのHな身体に調教される。
Windows版では、DOS版経験済みプレイヤーへの台詞ネタが存在する。また、EDの内容がDOS版とはまったくの別物になっている。
斎藤真子（さいとう まこ）
声 - 萩森侚子 / 同左 / 安藤ありさ / 同左 / 萩森侚子 / まるたまり / 風音
年齢：23歳 / 身長：167cm / スリーサイズ：89/61/90（Windows版では92/61/90）（cm） / 血液型：O
先負学園の校医（Windows版では養護教諭）で、亜子の姉。保健室と薬局にいることが多い。常にブラウスとタイトスカートの上に白衣を羽織っている。また、日々の業務の中でも亜子のことは常に気遣っており、休日には蓬莱堂の店番に入ることもある。
包容力のある人柄からも学園生には絶大な人気があり、相談に訪れる者は男女を問わず後を絶たないが、誰に対しても良き相談相手でいようとする自制心から、性的な欲求不満に陥っている。DOS版ではあるイベントをきっかけにそれが暴走し、自分から主人公を襲う形で肉体関係を持つが、Windows版ではその展開が大幅に変更されている。その後に発売されたDMM版ではDOS版に準じた展開に戻されているが、それゆえにグラフィック上では弊害も生じることとなった。詳細は#移植版・リメイク版を参照。
正樹夏子（まさき なつこ）
声 - 深見梨加 / 同左 / 引田有美 / - / 根谷美智子 / 深見梨加 / 歩サラ
年齢：21歳 / 身長：166cm / スリーサイズ：85/58/86（Windows版では88/58/88）（cm） / 血液型：O
デザイン系の専門学校に通っている専門学校生で、先負駅前のブティックでアルバイトをしている。主人公とのセックスの際にもそれ相応の大胆な面を見せるものの、普段の性格は古風で落ち着いており、芯の強い所もある。くるみとの関係が冷え込んでいた一哉が目を付けた女性でもあるため、本編開始直後、主人公はダシに使われる形で一哉から紹介されることとなる。
小説版では、かつて主人公と出会っており、彼の回想において初めて肉体関係を結んだことが明かされている。
Windows版では、豊かな母性を持っていると設定されており、先述した要素のほとんどがそれを強調したものへ変更された。エンディングについては、他のヒロインのような極端な変更は加えられていない。
田町ひろみ（たまち ひろみ）
声 - 水谷優子 / 同左 / - / 岩坪理江 / 水谷優子 / 同左 / 白月かなめ
年齢：20歳 / 身長：156cm / スリーサイズ：81/60/85（Windows版では84/60/87）（cm） / 血液型：O
主人公宅の近所にある会社「藤田製作所」の従業員。藤田製作所には先負学園の卒業生が数多く勤めていることから、同僚に主人公の噂を聞かされて興味を抱き、偶然を装って出会いを果たす。基本的には明朗快活な性格をしているが、コスプレイヤーかつオタクだった過去に自分同様の冬彦と付き合っていたことには今でもコンプレックスを感じており、世間一般における恋人のような白昼堂々のデートをしてみたいという願望を持っている。趣味は彼氏の冬彦と様々なコスプレでHをすること。言葉遣いもやや幼い。EDでは主人公とのコスプレHを楽しんでいる。
Windows版ではやよいの友人であり、主人公とのセックス描写も大胆に徹していたDOS版とは異なるものとなっている。
真行司麗子（しんぎょうじ れいこ）
声 - 渡辺菜生子 / 同左 / - / - / 水沢潤 / 田中敦子 / 御苑生メイ
年齢：25歳 / 身長：163cm / スリーサイズ：83/60/85（Windows版では86/60/87）（cm） / 血液型：A
主人公のアパートの隣家に住む主婦で、おっとりした性格をしている。日本華道の家元を務める夫は帰宅しないことが多いため、自宅で孤独に過ごしており、日常の買い物くらいしか外出することはない。庭を掃き掃除している時は、自室の窓を開けた主人公と目線が合うこともしばしば。勢いに任せて主人公と1回だけの約束で過ちを犯すが、それ以降は他のヒロインと違って毎日でもHができる。
小説版では、身体だけを求めて自宅を訪れる主人公に抗えず不倫を繰り返す。その後、健二が主人公の素行調査に雇った探偵に淫らに喘ぐ姿を覗かれ、不倫現場の証拠写真を撮られる。主人公との不倫関係の日々はDOS版でのそれを終盤まで続けたパターンが反映されている。
PCE版のエンディングはDOS版とはかなり毛色の異なる内容であり、Windows版のエンディングに至っては完全に別物になっている。
佐久間ちはる（さくま ちはる）
声 - 豊嶋真千子 / 同左 / - / - / 根谷美智子 / 豊嶋真千子 / 藤崎紗矢香
年齢：19歳 / 身長：164cm / スリーサイズ：88/59/86（Windows版では91/59/88）（cm） / 血液型：AB
主人公の近所の一軒家に住んでいる、家事手伝い兼フリーターの女性。面識は皆無であり、先負駅前の路上でナンパされて知り合う。水商売のアルバイト経験を持っているうえに少し意地っ張りで、主人公の1歳年上でしかないにもかかわらずやたらとお姉さんぶるが、本質は家庭的で、一旦惚れた後はとことん尽くすタイプ。
小説版では、アルバイト先の少し先輩に当たる同僚として主人公と知り合う。主人公とのセックス描写はDOS版でのそれがほぼ反映されたものだが、途中からは小説版オリジナルの展開となり、翌日まで延々と愛し合う姿が描かれる。
Windows版では、ナンパされる以前から主人公のことを気に掛けていたという設定へ変更され、エンディングは変更点に見合った平凡ながらも幸せなものとなった。
成瀬かおり（なるせ かおり）
声 - 永島由子 / 同左 / - / - / 水沢潤 / 永島由子 / 水野七海
年齢：20歳 / 身長：162cm / スリーサイズ：85/58/86（Windows版では84/57/89）（cm） / 血液型：B
矢吹町のキャバクラ「Cat's eye」にてレイラという源氏名で勤務している女性。矢吹町の高級賃貸マンション「矢吹町レジデンス」に一人暮らし。普段の言動は乱暴ではないが、派手な化粧は店以外でも常時欠かさず、主人公と街中で会った際にも猥褻な単語や言い回しを平気で口にする。そのうえ、主人公とのセックスの際には自分からむしゃぶりつき、手馴れた性技を駆使しながら有利に進めていくなど、一見は下品な好き者だが、酒に酔った際には「純愛したい」と本音をもらしている。
DOS版発売当時は隠しキャラクター扱いになっていたが、原画集以降は普通に扱われるようになった。
小説版では、好き者の面のみが強調されており、主人公とのプライベートセックスを楽しむべく自宅へ招こうとする。
Windows版では、DOS版同様に好き者らしいところを見せながらも、エンディングでは普通の女性としての幸せを掴む。
RD版では昔主人公が片想いしていた異性として、名前のみ登場する。
草薙やよい（くさなぎ やよい）
声 - 高橋美紀 / 同左 / - / - / 平松晶子 / 高橋美紀 / 手塚りょうこ
年齢：20歳 / 身長：166cm / スリーサイズ：89/57/88（Windows版では92/57/89）（cm） / 血液型：B
先負町にある「登渡り医院」の泌尿器科に勤務している看護師。薄化粧ながらも、派手な容姿をしている。また、口数が少ない。
DOS版では当初、かおり同様に隠しキャラクター扱いであり、藤田製作所にいる友人が誰なのかは明確に描かれていなかったが、Windows版では口数が増えたうえに性格もやや小悪魔的なものへ変更され、藤田製作所にいる友人はひろみという設定になった。

### コンシューマー版オリジナルヒロイン
PCE版とSS版の両方に登場。
桜木京子（さくらぎ きょうこ）
声 - 柳瀬なつみ / 同左 / - / -
年齢：16歳 / 身長：156cm / スリーサイズ：82/55/83（cm） / 血液型：A
舞の妹で、姉のことを「舞ちゃん」と呼ぶ。行動的で好奇心も旺盛である。姉を狙う主人公を見定めるべく主人公に近付くが、自分も彼に惹かれてゆく。テニス部所属。
実は舞の没案が元となっている。DOS版発売当時から、パッケージイラストやデータファイルで姿だけは確認できたため、パソコン通信のBBSなどで話題となった。
PCE版ではデートイベントが作成されず、ほぼオマケ扱いであったが、SS版では専用シナリオも用意された。
高野みどり（たかの みどり）
声 - 鈴木真仁 / 同左 / - / -
年齢：18歳 / 身長：162cm / スリーサイズ：84/60/86（cm） / 血液型：AB
主人公の同級生で、手芸部所属。大人しく人見知りの激しい性格で、クラスでも目立たない存在。主人公に憧れているが、いざ目にすると逃げ出してしまう。
PCE版ではあまりに悲惨な扱いのままエンディングを迎えるため、SS版では救済できるようにシナリオが修正されている。黒縁眼鏡をかけていることもある。
堀真純（ほり ますみ）
声 - 平松晶子 / 同左 / - / -
年齢：21歳 / 身長：164cm / スリーサイズ：87/59/87（cm） / 血液型：B
先負警察署交通課に務めている女性警察官。幼馴染である主人公に対しては姉のように接しているが、機動隊向きの腕っ節から「先負町最強の婦警」と呼ばれている上に少々酒乱の気もあるため、破天荒な主人公も彼女にだけは頭が上がらない。夏休みの後半から登場する。

### 男性陣
後年の泣きゲーと異なり、男性キャラの一部は主人公の恋愛の障害として存在する。主人公が攻略に失敗したヒロインは、エンディング直前に彼らの彼女になるという結末を迎える。
坂上一哉（さかがみ かずや）
声 - 古川登志夫 / 同左 / 二又一成 / 同左
主人公の悪友。くるみと付き合ってはいるが、彼女の奥手ぶりに疎遠となりつつあり、新しい恋に生きようと夏子に目を付けた。
OVA版では夏子に恋人として見てもらえないまま、くるみとヨリを戻そうとして失敗する。OVA版『同級生クライマックス』では文化祭を経て恭子と付き合う。
相原健二（あいはら けんじ）
声 - 古谷徹 / 同左 / 速水奨 / -
主人公の同級生。相原グループの御曹司であり、舞の家とは付き合いも深い。水泳部所属。主人公とは舞を巡る恋のライバルである一方、さとみに好意を寄せられている。
SS版では、さとみの件で主人公と殴り合いになる場面が追加された。この場面では格闘術を嗜んでいることや、さとみに対して冷淡になった理由も一哉の口から聞かされる。
小説版ではチーマーを使い、主人公に対し妨害行為を行う。お互いの利害一致などがあったとはいえ当初はさとみとも両想いであり、肉体関係に至った経緯もDOS版とは異なっている。セックスの際にさとみが主人公の名前を呼んでしまったことで、彼女のとの行為が乱暴なものとなり、それを強姦と誤解した主人公と殴り合いになってしまう。ただしさとみに対する自身の想いが本気だと気づいた後は彼女への態度を謝罪するため、自身の行為を悔い改める努力を見せる。その後のさとみとの交際は順調となっており、主人公からも自分自身を映す鏡のような存在として悪印象は払拭されている。
OVA版でも主人公と対立する役回りに当たるが、OVA版『同級生クライマックス』ではかなり関係が改善したらしく文化祭で行う美人喫茶のため親に頭を下げてまで本格的な喫茶店運営のため奔走する。コーヒーの濃さについては客の健康を第一と考え一哉と対立するなど、性格的な面で掘り下げられた描写となっている。
間太郎（はざま たろう）
声 - 千葉繁 / 同左 / - / -
主人公の同級生。その姓名から、主人公にはマタロウと呼ばれ、からかわれている。典型的なガリ勉タイプで、恋愛とは縁が遠いものの、実は美穂に密かな好意を寄せている。シナリオが進むにつれ、奇抜な言動をとるようになる。
冬彦（ふゆひこ）
声 - 佐藤浩之 / 同左 / - / -
ひろみの元彼氏であるオタクの男性。ひろみに自分の好きなキャラのコスプレさせてHするのが趣味。ひろみへの未練が捨てきれず、彼女と仲良く話す主人公を敵視している。
マスター
声 - ? / ? / 玄田哲章 / -
さとみがアルバイトをしている喫茶店「OTIMTIM」のマスターであり、本名は不明。ゲーム版ではどれにもグラフィックは存在しないが、OVA版ではスキンヘッドのサングラスという、厳つい外見とは裏腹に性格はややオカマっぽい、気の優しいおじさん。

## 制作

### 美術
本作は「卒業」という仮タイトルのもと、冬休みのナンパをモチーフとした企画からスタートした。キャラクターの初期デザインも冬服で設定されていたため、その名残として一部のキャラクターの衣服が真夏に不相応な服装で描かれている。
本作のキャラクターデザインと原画は『卒業 〜Graduation〜』を手掛けた竹井正樹が担当した。元々アニメーターだった竹井は自分のやってきたスタンダードの縦横比との違いに苦労したが、アダルトゲームのグラフィック向上に貢献したことで後に多くのゲーム原画家を生み出すきっかけにもなった。『Kanon』などの原画で知られる樋上いたるは本作をきっかけにゲーム業界入りしたと明言している。

### 開発
本作は1989年にエルフから発売された『ぴんきぃぽんきぃ』の流れをくむナンパゲームとして開発されており、街を歩き回ってナンパする行為をPC画面で表現するためにフィールド移動が採用された。本作がナンパゲームとして開発されたという名残は、実行ファイルの名前である「nanpa.exe」や一部のキャラクターの設定などにも存在する。
開発期間中、ゲームシステムをデザインした蛭田昌人が竹井の絵を見るうちにヒロインをただナンパしてセックスさせるだけでは勿体無いと思い、ヒロインの数を減らして個々にストーリー性のあるシナリオを付加させた結果、「恋愛ゲーム」になった。これは蛭田自身も意図しておらず、ゲーム雑誌のインタビューの中で「購入者から『同級生はナンパゲームじゃなくて恋愛ゲームなんだ』と言われて初めて気が付いた」と語るに至った。
デバッグ作業の時点では、全ての家に入ることができた上、全ての家に住人の台詞と表札が用意されていた。しかし、ゲームプレイに時間が掛かり過ぎることや、序盤から難しくなり過ぎるという懸念から、基本的にはヒロインの自宅のみ主人公が入ることができるという仕様に落ち着いた。これについて蛭田は「ワケの分からないゲームになった」と評している。
その後、購入者の声を受けてPC98版の時点から「恋愛ゲーム」と定義され、ストーリー性やドラマ性を強化して開発された『同級生2』が大ヒットしたことから、エルフは本作をWindowsへ移植する際にシナリオやエンディングを大幅に差し替え、『同級生2』以上に恋愛ゲーム色の強い内容へとリニューアルを施した。そして後年のDMM版では、PC98版準拠のものとWindows版の2種類を発売している。

## 移植版・リメイク版
| No. | タイトル           | 発売日         | 対応機種                                            | 開発元           | 販売元              | 備考              |
| --- | ------------------ | -------------- | --------------------------------------------------- | ---------------- | ------------------- | ----------------- |
| 1   | 同級生             | 1995年11月23日 | PCエンジン                                          | フライト・プラン | NECアベニュー       |                   |
| 2   | 同級生if           | 1996年8月9日   | セガサターン                                        | フライト・プラン | NECインターチャネル | PCE版からの移植。 |
| 3   | 同級生             | 1999年8月27日  | Windows 95/98/Me/2000/XP                            | エルフ           | エルフ              |                   |
| 4   | 同級生オリジナル版 | 2007年3月1日   | Windows 95/98/Me/2000/XP（XP/Vistaの64bit版を除く） | エルフ           | DMM                 |                   |
| 5   | 同級生リメイク     | 2021年2月26日  | Windows 8.1/10                                      | FANZA GAMES      | FANZA GAMES         |                   |

### コンシューマー版
PCエンジン版
開発はフライト・プラン、移植に際しての差し替え分原画は竹井正樹が担当。バッドエンド用エンディングテーマに山下達郎作曲の『さよなら夏の日』が起用されたことでも、話題を呼んだ。
ちなみに開発の際、DOS版の雰囲気をできるだけ損なわないようにとのNECアベニューによる指示には、多数の下請け開発会社がPCEのスペックや開発技術の関係上応えにくいとして音を上げたという逸話が残っている。
セガサターン版
名称は『同級生if』（どうきゅうせいイフ）。PCE版からの移植で、開発は同じくフライト・プランが担当。PCE版とは違い、SSの高スペックにより容量に余裕ができた分、CGもサウンドもDOS版以上に向上された。こちらも差し替え分原画は、竹井正樹が担当。
音声はPCE版の流用ではなく全てが録り直されており、特に間太郎についてはPCE版では一部がエキセントリックな言い回しになったり突如声色が乱高下するなど不安定な情緒を強調した口調であったものがSS版では極端なアドリブを廃して生真面目なガリ勉キャラらしく終始抑制されたものに変更されるなど、演出プランの見直しも散見される。

### Windows版
DOS版発売から7年経ち、Windows版『同級生2』もすでに発売されていたことから、Microsoft Windowsへの移植に当たっては、「恋愛ゲーム」として作り直すべくシナリオをはじめとしてヒロインの性格付けやスリーサイズ設定などが大幅に見直された。特にセックスシーンのカットやエンディングの差し替えなどが顕著で、シナリオ面においてDOS版とは別物になっている。グラフィックはWindows用に彩色し直され、射精差分の追加、フルボイス化、I・S・P・Zシステム（一度選んだ選択肢はパパも絶対迷わないシステム）の搭載でゲーム全体の難易度を下げるなど、時代の趨勢に合わせた様々な変更も施されている。後年には、DMMで独占ダウンロード販売されるようになった。

### DMM版
DMM版は、『同級生オリジナル版』という題名で独占ダウンロード販売された。開発はエルフが担当しており、ゲームシステム・画面構成・大半のCGは、Windows版を2007年時点の規定に適合するよう手直しがされている。シナリオはDOS版のものへ戻され、Windowsへ移植の際に削除や差し替えに遭ったシーンも、DOS版の原画から描き起こした新CGを補填することで復活した。ただし、CGの手直しは規定へ適合させる程度にとどまっており、Windows版のシナリオに合わせてDOS版から変更された表情には手が加えられていない。そのため、セックスシーンを中心にヒロインの台詞と表情が合致しなくなった部分が散見される。音声は無い。

### リメイク版
本作のリメイク版にあたる『同級生リメイク』はFANZA GAMESから発売され、開発にはシルキーズプラスが協力した。オリジナル版のシステムをもとにした「クラシックモード」に加え、選択肢による好感度の上下を可視化するなどして遊びやすくした「イージーモード」や、シーン鑑賞モードなどが追加されており、ヒロインの音声もフルボイス化されている。また、豪華版にはWindows 8.1/10に対応した初代『同級生』が収録されている。

## OVA版
1994年に『同級生 夏の終わりに』のタイトルで、ケイエスエスがピンクパイナップルレーベルで製作。レンタルビデオ版が先行流通（全2巻、2話ずつ収録）後、シーンを一部追加したセル版が発売された（全4巻、1話ずつ収録）。セル版にシーンが追加されるという手法は、後にアニメのDVDの販売手法として継承されることとなる。
ヒロインは美沙・さとみ・くるみ・舞の4人で、シナリオは一部オリジナルが挟まれるが、大筋は原作となったDOS版に沿った形で進行する。4人以外はサブキャラに留まっており、ひろみ・麗子・ちはる・やよい・太郎・冬彦は登場しない。
Dr.POCHIはOAV化にあたり、本作を選んだ理由として、原作を実際に購入後にプレイし、あるアニメに似ていて、主人公に「あたる」と付けたらピッタリはまったため、OAVにしても、はまるんじゃないかと考えたからで答えている。
後日談として、秋の学園祭を描いた完全オリジナルストーリー『同級生クライマックス』が発売された（全2巻。1話ずつ収録）。前作ヒロイン4人の間で主人公が卒業までの期間限定ハーレム状態を満喫する中、美沙がメインヒロインを務める。また、本作のみのオリジナルヒロインである島本恭子が登場し、前作でくるみに去られてしまった一哉を救済する。さらには『同級生2』のメインヒロインである鳴沢唯も登場し、物語の橋渡し役としてゲストを務めた。
なお、発売当時はメーカー自主規制による15禁だったが、後のDVD化の際には18禁として販売された。

### OVA版オリジナルヒロイン
島本 恭子（しまもと きょうこ）
声 - 山口由里子
『同級生クライマックス』に登場。主人公達のクラスの学級委員長で、「ヒスめがね」というあだ名で呼ばれている。自分の容姿にコンプレックスを抱いており、普段は眼鏡に両三つ編みという地味な容姿だが眼鏡を取ると素顔は美人。最後は一哉と結ばれる。

### スタッフ

#### 同級生 夏の終わりに
- 原作 - 蛭田昌人
- 企画プロデュース - Dr.POCHI、天地悠大、浅賀孝郎
- 製作プロデューサー - 岩川広司、高島和光、越中おさむ
- 監督 - よしもときんじ（第1-2話）、高瀬節夫（第3話）、丘見冗二郎（第4話）
- 脚本 - 富田祐弘
- 音楽 - TOMAS UNIT
- キャラクター原案 - 竹井正樹
- キャラクターデザイン - 音無竜之介、奥野浩行
- エンディングテーマ - 「Wake up to your love」
  - 作詞 - TOMOMI
  - 作編曲・歌 - Tomas UNIT
- 音響監督 - 本田保則、鶴岡陽太
- 美術監督 - 金村勝義 （第1-2話）、武藤正敏（第3-4話）
- 色彩設定 - 若菜陽子（第1-2話）、高橋由紀子（第3話）、宮川はれみ（第4話）
- 撮影監督 - 吉田光伸（第1-2話）、森口洋輔（第3-4話）
- 制作プロデューサー - 豊田賢司、大宮三郎（第4話）
- アニメーション制作 - Triple X
- 製作 - ピンクパイナップル、ピカレスク（第1話）、C.P.（第1話）

#### 同級生 クライマックス
- 企画プロデュース - Dr.POCHI、天地悠大、浅賀孝郎
- 監督 - 小林孝志（第1話）、ふくもとかん（第2話）
- 脚本 - 富田祐弘
- 音楽 - TOMAS UNIT
- キャラクターデザイン - 佐藤淳、音無竜之介
- 音響監督- 鶴岡陽太
- 美術監督 - 常盤庄司
- 撮影監督 - 森口洋輔
- 制作プロデューサー - 岩川広司、豊田賢司（第1話）、越中おさむ（第2話）、高島和光（第2話）
- アニメーション制作 - Triple X
- 製作 - ピンクパイナップル

## 各話リスト
| 話数                  | サブタイトル        | 脚本                | 絵コンテ                  | 演出                | 作画監督                               | 放送日              |                     |                     |                     |                     |                     |                     |                     |                     |                     |                     |                     |                     |                     |                     |                     |                     |                     |                     |
| 同級生 夏の終わりに   | 同級生 夏の終わりに | 同級生 夏の終わりに | 同級生 夏の終わりに       | 同級生 夏の終わりに | 同級生 夏の終わりに                    | 同級生 夏の終わりに | 同級生 夏の終わりに | 同級生 夏の終わりに | 同級生 夏の終わりに | 同級生 夏の終わりに | 同級生 夏の終わりに | 同級生 夏の終わりに | 同級生 夏の終わりに | 同級生 夏の終わりに | 同級生 夏の終わりに | 同級生 夏の終わりに | 同級生 夏の終わりに | 同級生 夏の終わりに | 同級生 夏の終わりに | 同級生 夏の終わりに | 同級生 夏の終わりに | 同級生 夏の終わりに | 同級生 夏の終わりに | 同級生 夏の終わりに |
| --------------------- | ------------------- | ------------------- | ------------------------- | ------------------- | -------------------------------------- | ------------------- | ------------------- | ------------------- | ------------------- | ------------------- | ------------------- | ------------------- | ------------------- | ------------------- | ------------------- | ------------------- | ------------------- | ------------------- | ------------------- | ------------------- | ------------------- | ------------------- | ------------------- | ------------------- |
| 第1話                 | 田中美沙            | 富田祐弘            | 音無竜之介 よしもときんじ | 音無竜之介          | 音無竜之介 伊藤岳史 (新羽こういちろう) | 1994年 7月8日       |                     |                     |                     |                     |                     |                     |                     |                     |                     |                     |                     |                     |                     |                     |                     |                     |                     |                     |
| 第2話                 | 黒川さとみ          | 富田祐弘            | 音無竜之介 よしもときんじ | くし秀彰            | 音無竜之介 伊藤岳史 (新羽こういちろう) | 9月9日              |                     |                     |                     |                     |                     |                     |                     |                     |                     |                     |                     |                     |                     |                     |                     |                     |                     |                     |
| 第3話                 | 仁科くるみ          | 富田祐弘            | 高瀬節夫                  | -                   | 奥野浩行                               | 1995年 3月17日      |                     |                     |                     |                     |                     |                     |                     |                     |                     |                     |                     |                     |                     |                     |                     |                     |                     |                     |
| 第4話                 | 桜木舞              | 富田祐弘            | 高瀬節夫                  | -                   | 奥野浩行                               | 5月12日             |                     |                     |                     |                     |                     |                     |                     |                     |                     |                     |                     |                     |                     |                     |                     |                     |                     |                     |
| 同級生 クライマックス |                     |                     |                           |                     |                                        |                     |                     |                     |                     |                     |                     |                     |                     |                     |                     |                     |                     |                     |                     |                     |                     |                     |                     |                     |
| 第1話                 | Vol1                | 富田祐弘            | 小林孝志                  | 安南信              | 佐藤淳                                 | 12月22日            |                     |                     |                     |                     |                     |                     |                     |                     |                     |                     |                     |                     |                     |                     |                     |                     |                     |                     |
| 第2話                 | Vol2                | 富田祐弘            | ふくもとかん              | 安南信              | 佐藤淳                                 | 1996年 11月8日      |                     |                     |                     |                     |                     |                     |                     |                     |                     |                     |                     |                     |                     |                     |                     |                     |                     |                     |

## 小説版
1. 同級生 ―もうひとつの夏休み―[22] - 1994年12月10日初版発行 / ISBN 4-8470-3115-6 C0295
2. 同級生 ―星空の記憶―[23] - 1995年12月30日初版発行 / ISBN 4-8470-3174-1 C0295
3. 同級生 ―きっと、忘れない夏―[24] - 1997年5月10日初版発行 / ISBN 4-8470-3210-1 C0295

全3巻とも、原作：蛭田昌人、著：中山文十郎、表紙・口絵イラスト：竹井正樹、挿絵：珠梨やすゆき、発行：ワニブックス。
内容はDOS版を原作としているために舞がメインヒロインではあるものの、一部シーンを除いてオリジナルストーリーとなっており、3年生の夏休み以前のエピソードなども描かれている。また、夏子・亜子・ちはる・麗子・かおりといった他ヒロインの描写にも気が配られているが、一部のヒロインは設定がDOS版とは異なる。成年指定こそ無いもののセックス描写は全巻に盛り込まれているが、ヒロインの中には主人公とのセックスへ至らない者も存在する。なお、主人公や同級生たちの学年については原作と異なり、「高校3年」と明記されている。
中山はまだ無名に等しかった当時に本作を執筆しており、「『ナンパな男が女の子を食いまくる』ゲームでは決してない」と定義していた（第3巻あとがきより）。
1997年5月13日付けのトーハンによれば、完結篇『きっと、忘れない夏』は週間ベストセラー新書部門で第1位を記録したとのこと。また、全3巻中最もページ数が多い（前2巻を合わせた物と同じ厚み）。

### 小説版オリジナルヒロイン
青木 さやか（あおき さやか）
主人公の隣のクラスに籍を置いている同級生。あだ名は「あろちゃん」。成績優秀な優等生と非の打ち所が無いように見えるが、実は八百屋の主人や学園教師など、複数の男性と性的な関係を結んでいる。作者の中山曰く、「ゲーム版のオマケを再現したキャラ」とのこと。
井上 和美（いのうえ かずみ）
美沙の後輩で陸上部所属の1年生。「2代目バンビちゃん」と評されているショートカットヘアの美少女で、美沙とは良き先輩後輩の仲。

## 関連商品

### 書籍
同級生原画集
辰巳出版より1993年7月5日に発行された。竹井正樹によるカラー原画を収録しているほか、ゲーム本編の解説や攻略法、スタッフインタビューも掲載している。
エルフ監修公式ゲームガイド
辰巳出版より1993年12月20日に発行された。エルフのデビュー作である『どきどきシャッターチャンス』から、発行当時の最新作である『ワーズ・ワース』までの作品を解説している。『同級生』シリーズに関しては解説のほか、OVA版のキャラクター設定や、PC98版『同級生2』の第一報も掲載している。
同級生 ORIGINAL ANIMATION VIDEO
ケイエスエスより発行。OVA版の全話解説やキャラクター設定を掲載している。

### ゲーム
麻雀同級生
1995年に発売されたメイクソフトウェアによるアーケード用脱衣麻雀シリーズ。本作のキャラクターが登場する。後に1996年にSSに桜木舞以外のキャラクターを入れ替えた『麻雀同級生Special』が発売された。
同級生麻雀
1997年に発売されたユーメディアによるPlayStation用麻雀ゲーム。本作のキャラクターが登場する点では『麻雀同級生』と似ているが、作品自体は別物。プレイヤーは『同級生』の主人公となり14人の美少女たちと麻雀で対戦することができる。麻雀は4人打ち形式で行われる。主人公とヒロイン以外のメンツは本編でおなじみの恋敵の面々からランダムに選ばれる。彼らを交えての勝負に勝つとイベントが発生する。他にも女の子のいそうな場所に移動することでもイベントが発生する。麻雀に誘ったりデートに誘うことで仲を深めて、エンディングで告白を受けることがゲームの目的となる。
雀級生 〜コスプレ★パラダイス〜
エルフによるゲームボーイ参入第1弾の麻雀ゲーム。本作と『下級生』から選抜されたキャラクター達を相手に勝利すると、コスプレをさせることができる。
同級生〜Another World〜
2016年よりDMM.comがブラウザゲームとして配信している18禁恋愛ポーカーバトルゲーム。『同級生』『同級生2』『下級生』『下級生2』のクロスオーバー作品。

## その他
ポスタードリーム
バンプレストより制作・発売されたプライズゲームマシン。3桁のデジタル数字のスロットが付いており、コインを入れると数字が回転、数字の下に3つ並んだボタンを押して回転を止める。数字が揃うとポスターが出てくる。『同級生2』とカップリングのポスターが入手できた。
また、『下級生』にはゲームセンターで遊べるミニゲームとして収録されており、『同級生』と『同級生2』のカップリングポスターを入手可能。ポスターの絵柄には、実物と同じ物が使われている。
同級生恋愛専科
文化放送とラジオ大阪にて1996年10月から1998年10月まで放送されたラジオ番組。『同級生』『同級生2』『下級生』のラジオドラマを放送した。
パーソナリティはショッカーO野とこおろぎさとみ。ラジオ番組としては珍しく、番組そのものがアニメ化（実際はアニメと実写の混合）された。なお、このアニメはOVA版『同級生2』のおまけ的作品で、単品でもリリースされた。ビデオソフトには、『DQ7』（ドーキューセブン）なる特撮作品も収録。
| 文化放送 毎週日曜日 25:00 - 25:30 枠                           | 文化放送 毎週日曜日 25:00 - 25:30 枠             | 文化放送 毎週日曜日 25:00 - 25:30 枠                                                                                 |
| 前番組                                                         | 番組名                                           | 次番組 |
| -------------------------------------------------------------- | ------------------------------------------------ | --- |
| 尾崎・ターザンのロボタッグ!! （1994年10月 - 1996年10月6日）    | 同級生恋愛専科 （1996年10月13日 - 1998年4月5日） | 木村亜希子 恋愛候補生East （1998年4月12日 - 10月4日） ↓ 豊嶋真千子Earthly Paradise （1998年10月11日 - 1999年4月4日） |
| 文化放送 毎週日曜日 25:30 - 26:00 枠                           |                                                  | |
| 尾崎・ターザンのロボタッグ!! （1997年10月12日 - 1998年4月5日） | 同級生恋愛専科 （1998年4月12日 - 10月4日）       | ラジオ・スーパーロボット魂 （1998年10月11日 - 1999年4月4日）                                                         |

## 反響

### 広報および発売前の反響
ライターの森瀬繚によると、本作の事前情報が雑誌『コンプティーク』1992年11月号の成人向けのソフトのみを扱う袋綴じコーナーの速報ぐらいしかなかったものの、この時点でエルフは『ドラゴンナイト』シリーズでヒットメーカーとなっていたことと、雑誌に掲載されたCGの画風から竹井のものだとわかることから、新作情報に目ざといPCゲーマーたちから期待されていたという。
そして、発売1週間前の1992年12月8日に刊行された『コンプティーク』1993年1月号にて見開き広告が掲載された。

### 発売後の反響・後世への影響
本作は、登場する複数のヒロインがそれぞれ個別に持つシナリオをなぞりながら恋愛関係を深めていく恋愛ゲームのシステムと、竹井正樹によるキャラクターデザインおよび原画は、それまでのセックス描写中心であったアダルトゲームの在り方を変えた画期的なものであり、パソコン（PC）向けアダルトゲーム史上初の10万本を超えるヒット作となった。
森はファミ通に寄せた記事の中で、告白できるヒロインは一人だけながらも、緻密なスケジュール管理により、複数のヒロインの好感度を告白直前に持ち込むことができる点をやりこみ要素とみなし、ロングセラーとなった一因だと分析している。また、森はヒロインの相手をせずに夏休みを過ごしてもよいという日常系シミュレーションのような遊び方も許容されたことが、もう一つのヒットの理由だと分析している。
本作の在り方は、以後のアダルトゲームにも影響を与えている。ビジュアルアーツ代表の馬場隆博は、本作について「（前略）それまで『場所』に紐づいていたシナリオを『キャラクター』に紐づけた作品として画期的でした。キャラクターにシナリオを紐づけることで、より人物を掘り下げることができるようになったんです。これは衝撃的でしたね。」と2019年の電ファミニコゲーマーとのインタビューの中で話している。
非アダルトゲームの分野においては、コナミが『ときめきメモリアル』の開発に当たって本作を参考にしており、藤崎詩織らをはじめとする同作のヒロインのキャラクター性は、本作のヒロインである舞の影響を受けている。

### オリジナル版（PC98版〜DMM版）に対する評価
書籍『美少女ゲームマニアックス』に収録されているコラム「エロゲー今昔物語」において、筆者の大澤良貴は、「[前略]複数のヒロインを好きに選んで持っていけるという真の意味での"キャラ萌え"を開放し、イベントの串団子風の連続的なフラグの立て方でストーリーを進める画期的なゲームシステム、[中略]美しいグラフィックなど、ヒットする条件をすべて兼ね備えた作品であった」と評価しており、本作がアダルトゲームが一般のPCゲームとは別の市場を確立した作品であると述べている。また、同書籍に収録されている「影の主役？ 主人公たちの挽歌」という別のコラムにおけるベスト主人公ランキングでは、本作の主人公であるたくろうが2位にランクインしている。同コラムの選者は「ケンカが強くて優しくて、それでいて嫌味がない」というキャラクター像が異性に受け入れられやすいとし、ありきたりになってしまったのも本作の主人公が模倣されてきたゆえだろうと推測している。
アダルトゲーム雑誌「BugBug」の2022年のアンケート「あなたが美少女ゲームにハマるきっかけになったタイトルは？」において、「同級生シリーズ」が1位となった。

## 備考
- エルフファンクラブ会報Vol.38には、エルフの鬼畜キャラクター・臭作が『同級生』の世界を徘徊するというミニゲーム『同臭生』が収録されている。すでにメーカーにも在庫は無く入手は困難だったが、DMM版『同級生2』に収録された。
- シリーズ第3弾の『同級生3』は、1997年発売の『電撃姫』において竹井が制作作業が進んでいる発言をたびたび行い[34]、1999年以降も同誌のエルフ特集号などでキャラクター設定などが公開されたにもかかわらず、発売されることはなかった。